# Institution Notre-Dame Saint-François
 (mars 2025).
 (mars 2025).
Si vous disposez d'ouvrages ou d'articles de référence ou si vous connaissez des sites web de qualité traitant du thème abordé ici, merci de compléter l'article en donnant les références utiles à sa vérifiabilité et en les liant à la section « Notes et références ».
L'Institution Notre-Dame Saint-François est un établissement privé catholique sous contrat d'association avec l'État (classes de collège, de lycée : général, professionnel, technologique et supérieur) dans le département de l'Eure avec un internat important lié à la proximité de la gare ferroviaire. 
L'institution est composée depuis 2018 de deux établissements historiques : Saint-François-de-Sales et Notre-Dame.
Créé en 1872 par Monseigneur François Grolleau, évêque d'Évreux, le collège Saint-François-de-Sales fut confié plus tard aux jésuites. Il est situé depuis 1883 à Évreux, sur la colline dominant la ville, rue Portevin.

## Origines
Le collège Saint-François-de-Sales est né de l'initiative de Monseigneur Grolleau et de personnalités catholiques, Georges L'Hopital, le comte Charles de Maistre et Alfred de Jancigny, qui souhaitaient avoir à Évreux une autre école que le seul lycée d'État.
Dès le début, l'évêque souhaitait un encadrement jésuite pour son institution mais la Compagnie de Jésus déclina la proposition. Aussi la première rentrée (9 novembre 1872) se fit-elle sous l'autorité d'une équipe de prêtres diocésains. Il se trouvait alors au 6 rue de l'Horloge, à proximité de la cathédrale.
Devant la croissance de l'école, Mgr Grolleau et les personnalités citées plus haut décidèrent d'acquérir la colline du Haut-Collet en créant une société civile qui fit construire en 1882, par l'architecte diocésain Denis Darcy, élève de Viollet-le-Duc, un vaste établissement formant un quadrilatère entouré d'un parc dessiné par les frères paysagistes Denis et Eugène Bühler.

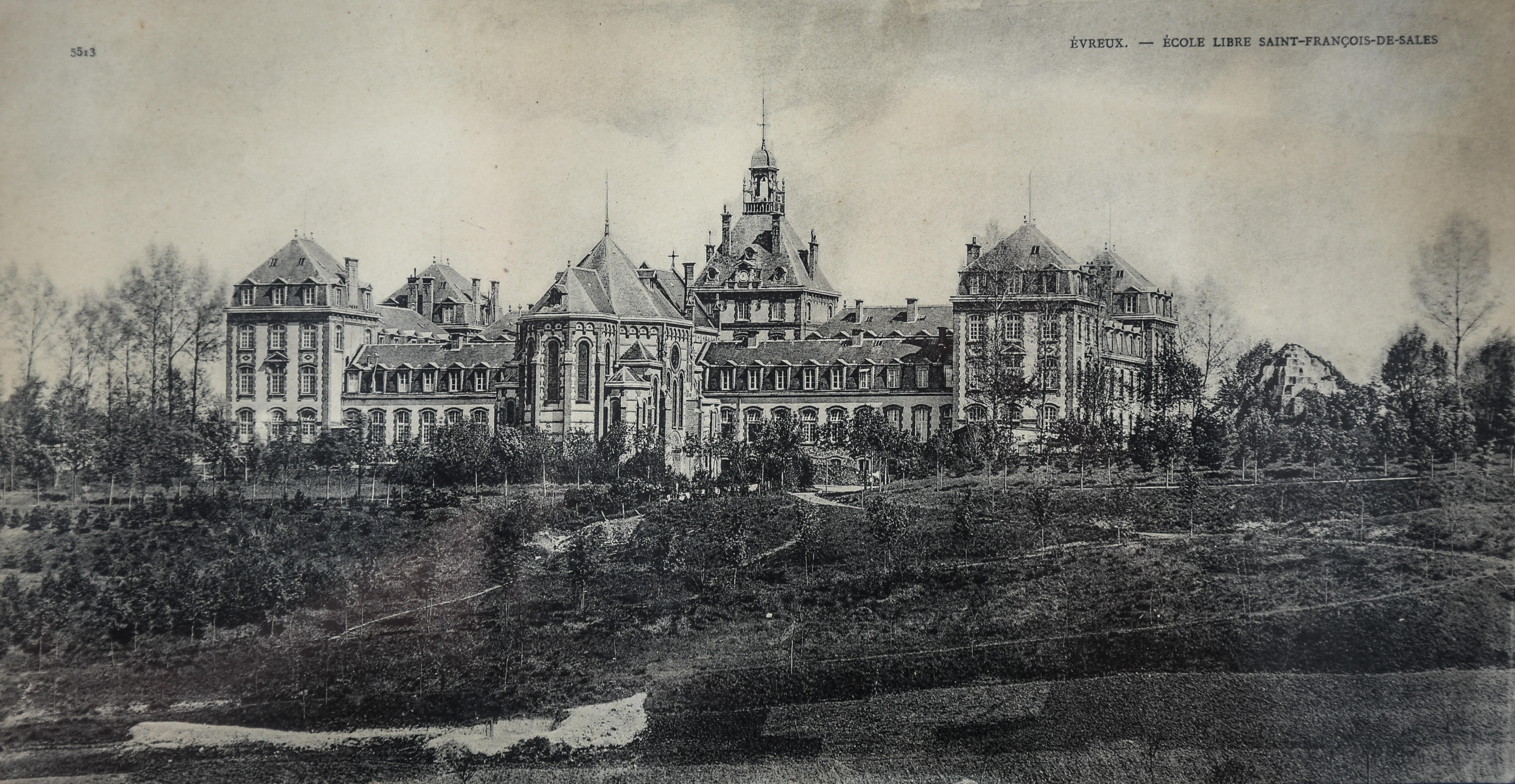
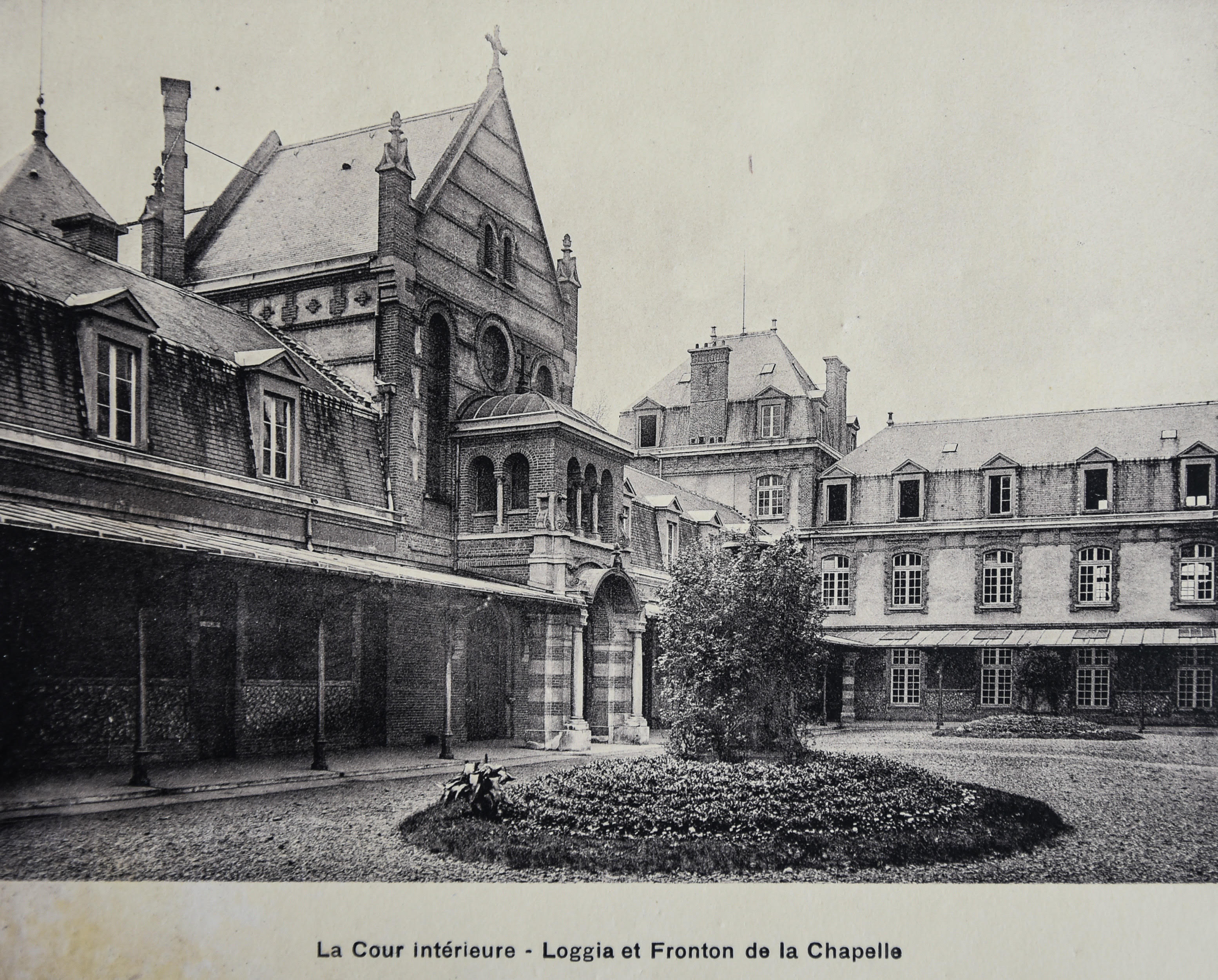
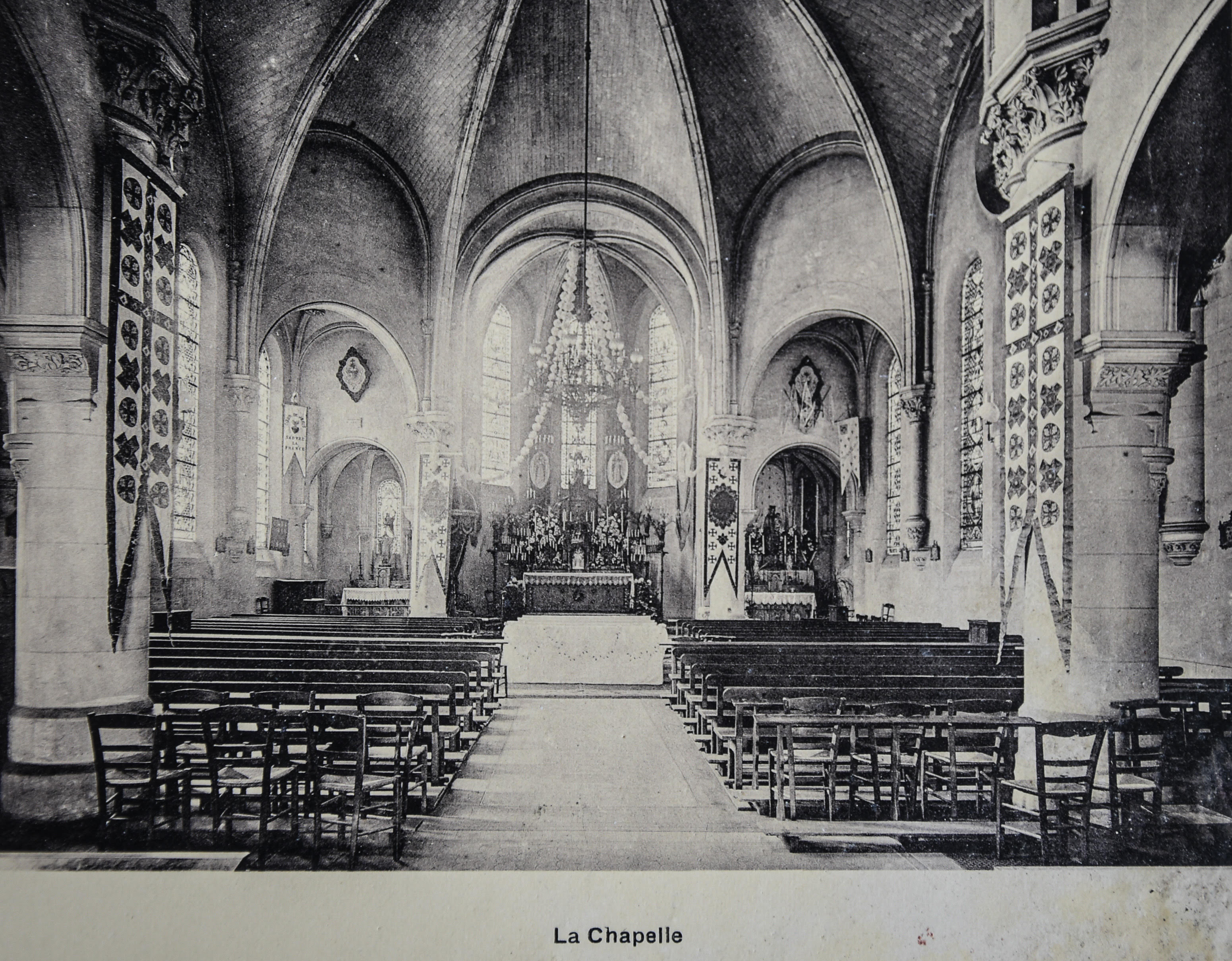

L'évêque d'Évreux n'hésite pas à s'adresser directement au pape Léon XIII afin d'en obtenir un encadrement jésuite. Sur le désir formel de ce dernier, les jésuites acceptent de prendre la direction du collège.

## Un collège jésuite de 1882 à 1963

### De 1882 à 1901
Sous la direction du père Alexandre de Gabriac, le collège avec internat et externat se développe rapidement : déjà 270 élèves en 1887. En 1890, 21 jésuites (dont 7 frères coadjuteurs) y travaillent. Les activités et la pédagogie jésuite prennent leur essor : académie, congrégations de la Vierge, théâtre pédagogique distributions des prix, sports, fêtes religieuses... Signe de son attachement profond à cette œuvre éducative, à sa mort (1890) Mgr Grolleau lègue sa croix épiscopale au collège.

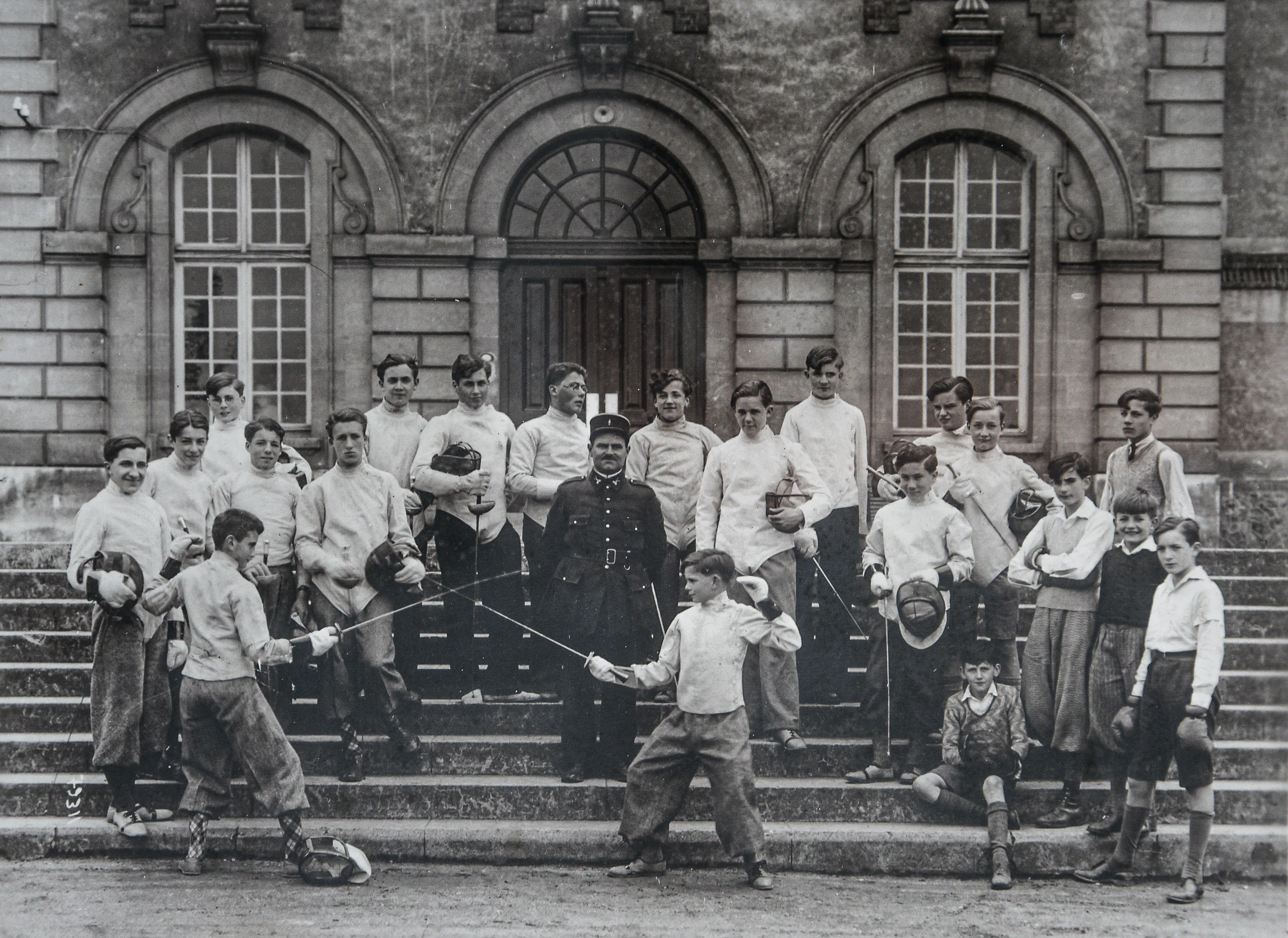
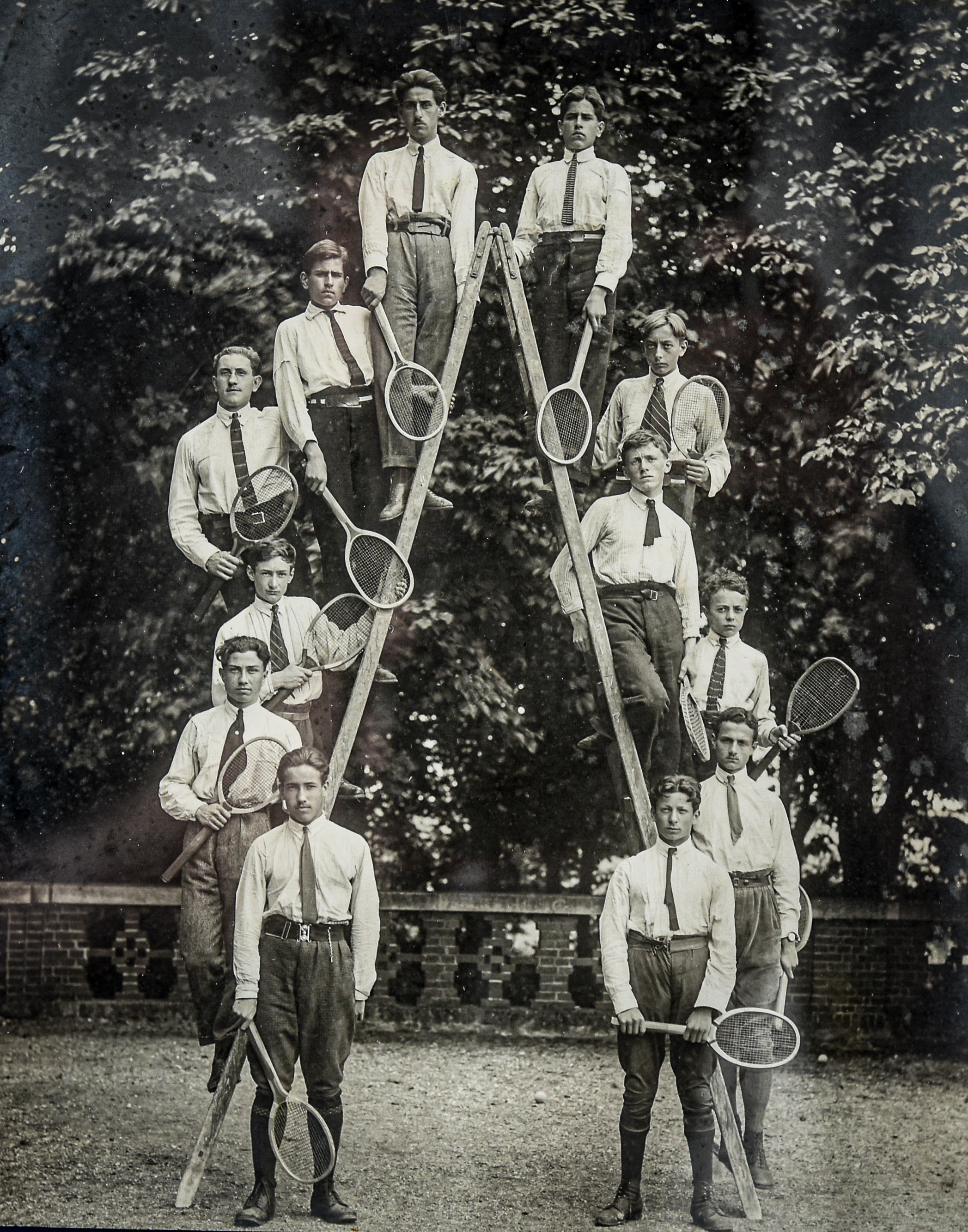
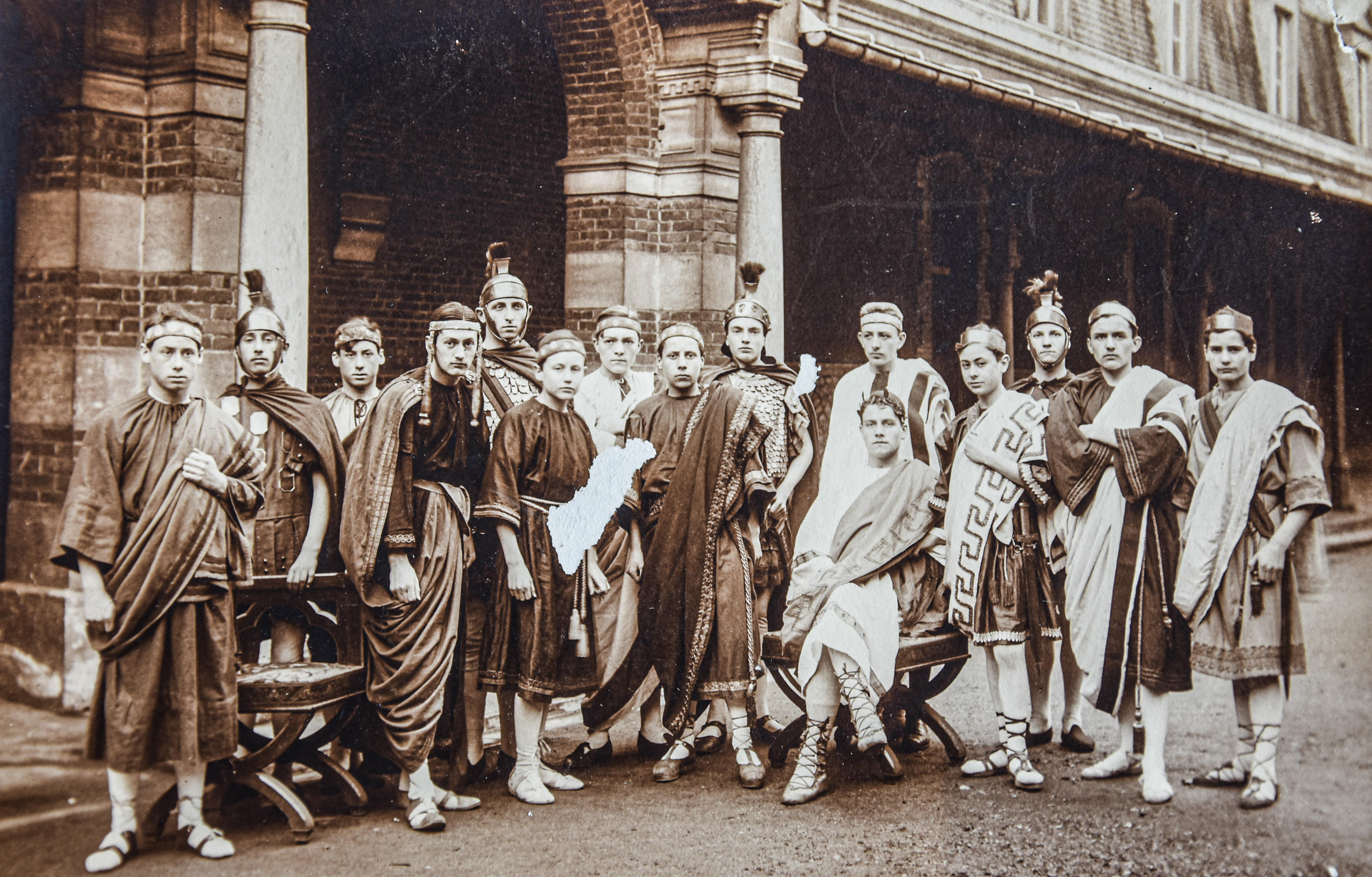

### De 1901 à 1914
En 1901, les lois anti-congrégationnistes entraînent le départ des Jésuites. Certains partent pour Jersey ainsi que des internes. Le collège est repris par des prêtres diocésains, sous la direction du chanoine Raphaël de Maistre qui cherchent à lui conserver la même orientation pédagogique.
En 1905, avec la loi de séparation de l'Église et de l'État, le collège n'est pas confisqué car appartenant à une Société civile, mais il accueille l'évêque pendant quatre ans, Monseigneur Meunier, qui a perdu son évêché, ainsi que les élèves chassés du petit séminaire devenu bien de l'État.

### De 1914 à 1919
En 1914, au début de la Première Guerre mondiale, le collège est réquisitionné pour devenir un hôpital militaire. Les externes sont transférés rue du Parvis-Notre-Dame, actuelle rue Charles-Corbeau, à côté de la cathédrale ; les internes vont à Beaumesnil (Eure) dans les locaux de l'association Le Repos fondée par le père Joseph de Maistre, dont le père, Charles de Maistre, fut un des fondateurs de l'école.

### De 1919 à 1944
Après la Grande Guerre, en 1919, les Jésuites sont de retour à Évreux. Beaucoup viennent du collège en exil de Bon-Secours de Jersey qui est fermé ayant perdu sa raison d'être, les religieux étant de nouveau autorisés à avoir des institutions éducatives en France. Une centaine d’internes venant de Jersey sont intégrés au collège Saint-François-de-Sales.
Le collège connaît pendant toute cette période une situation florissante. Le baccalauréat littéraire est privilégié dans le cursus des études.
Durant la Seconde Guerre mondiale, de 1940 à 1944, la moitié des bâtiments est occupée par les Allemands et l'autre, par les élèves et leurs enseignants.
Le 12 juin 1944, la ville d'Évreux et le collège sont gravement endommagés par des bombardements anglo-américains destinés à interrompre, au milieu de la ville d'Évreux, la ligne de chemin de fer utilisée par les Allemands pour approvisionner la Normandie. Une grande partie du centre-ville et de la cathédrale est détruite, ainsi que les bâtiments de l'ancien petit séminaire ; des centaines d'habitants sont tués ou gravement blessés par les bombes incendiaires.
Bâtiments de l'Institution Notre-Dame Saint-François après les bombardements de la Seconde Guerre mondiale

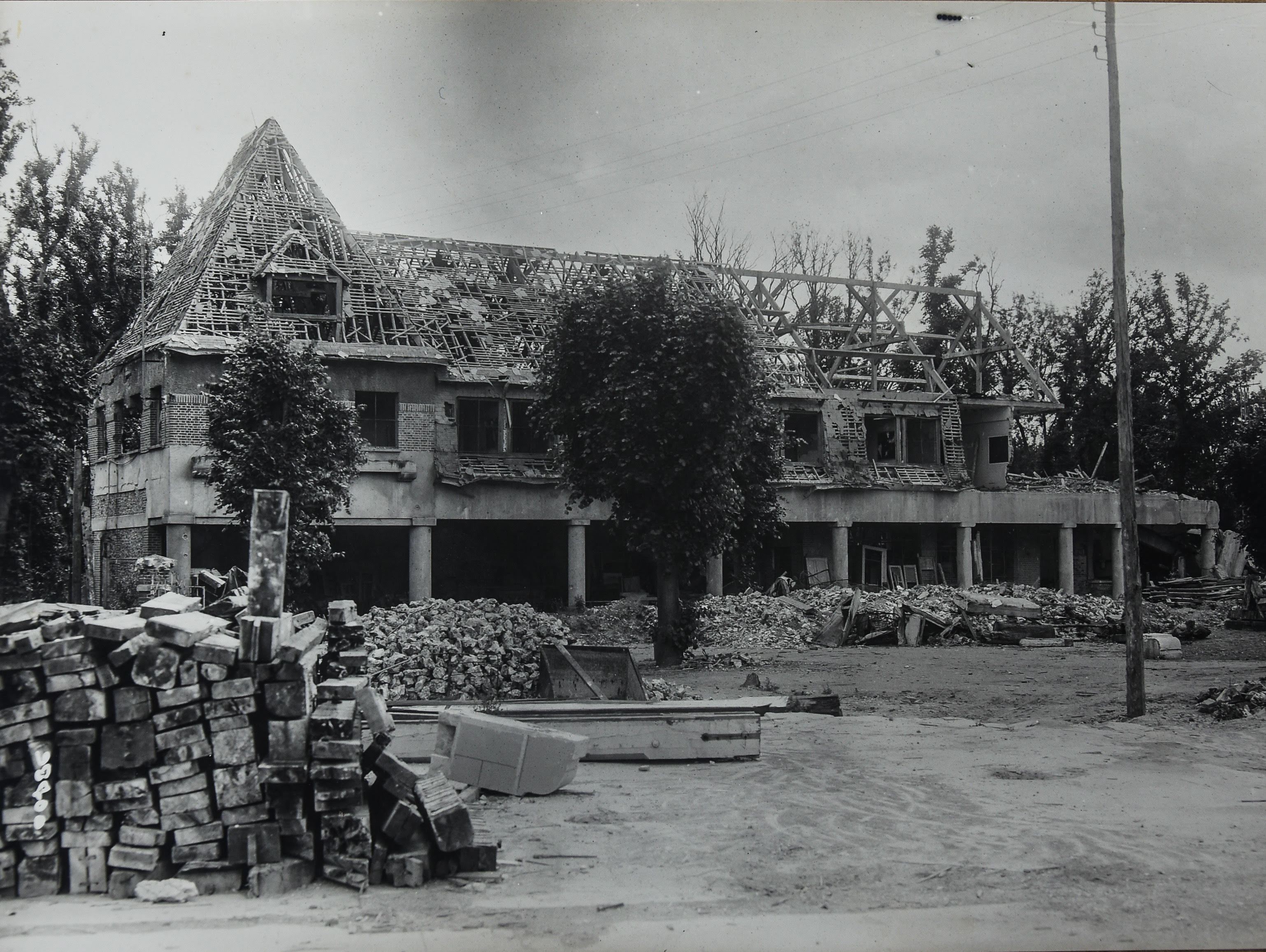
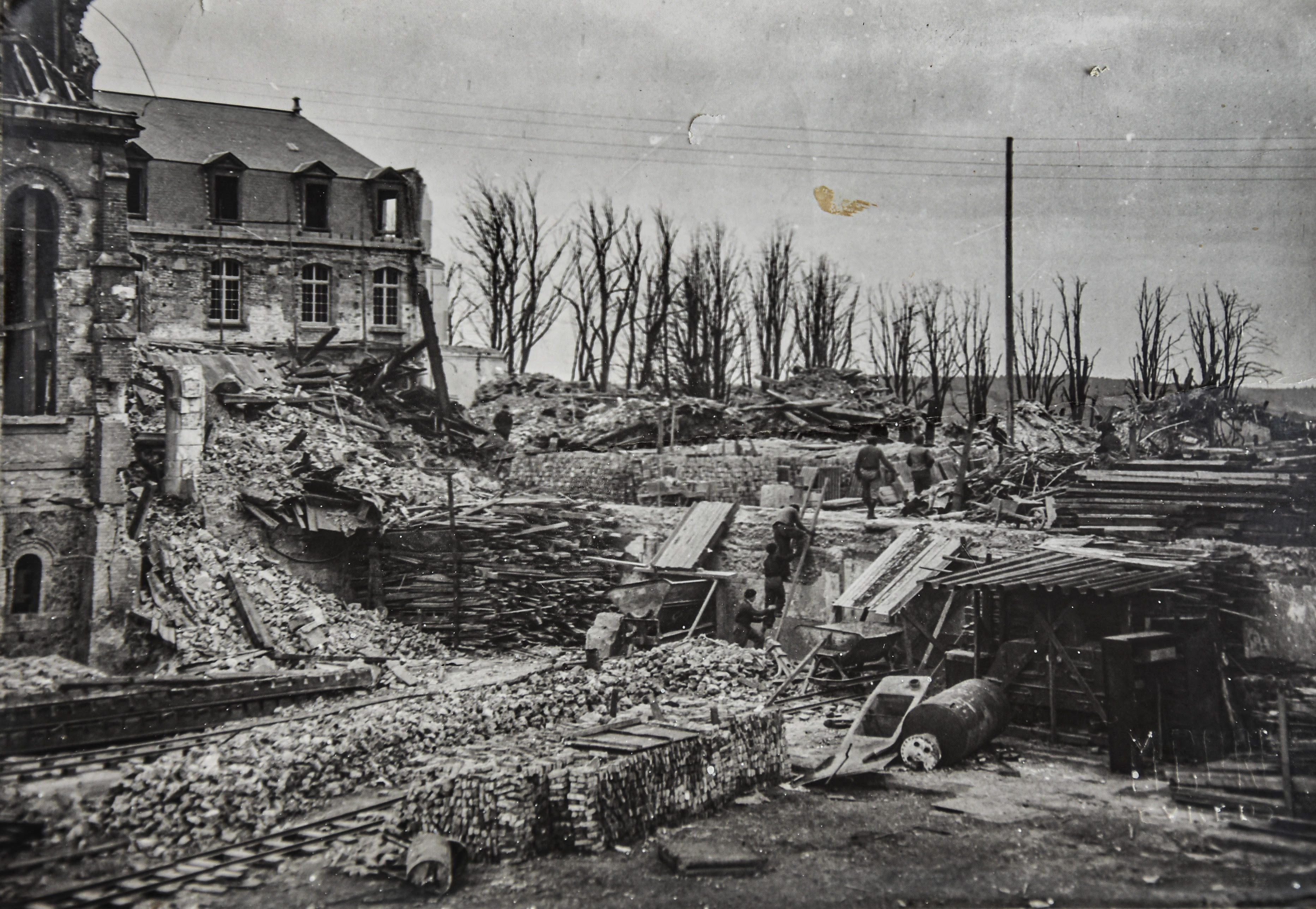
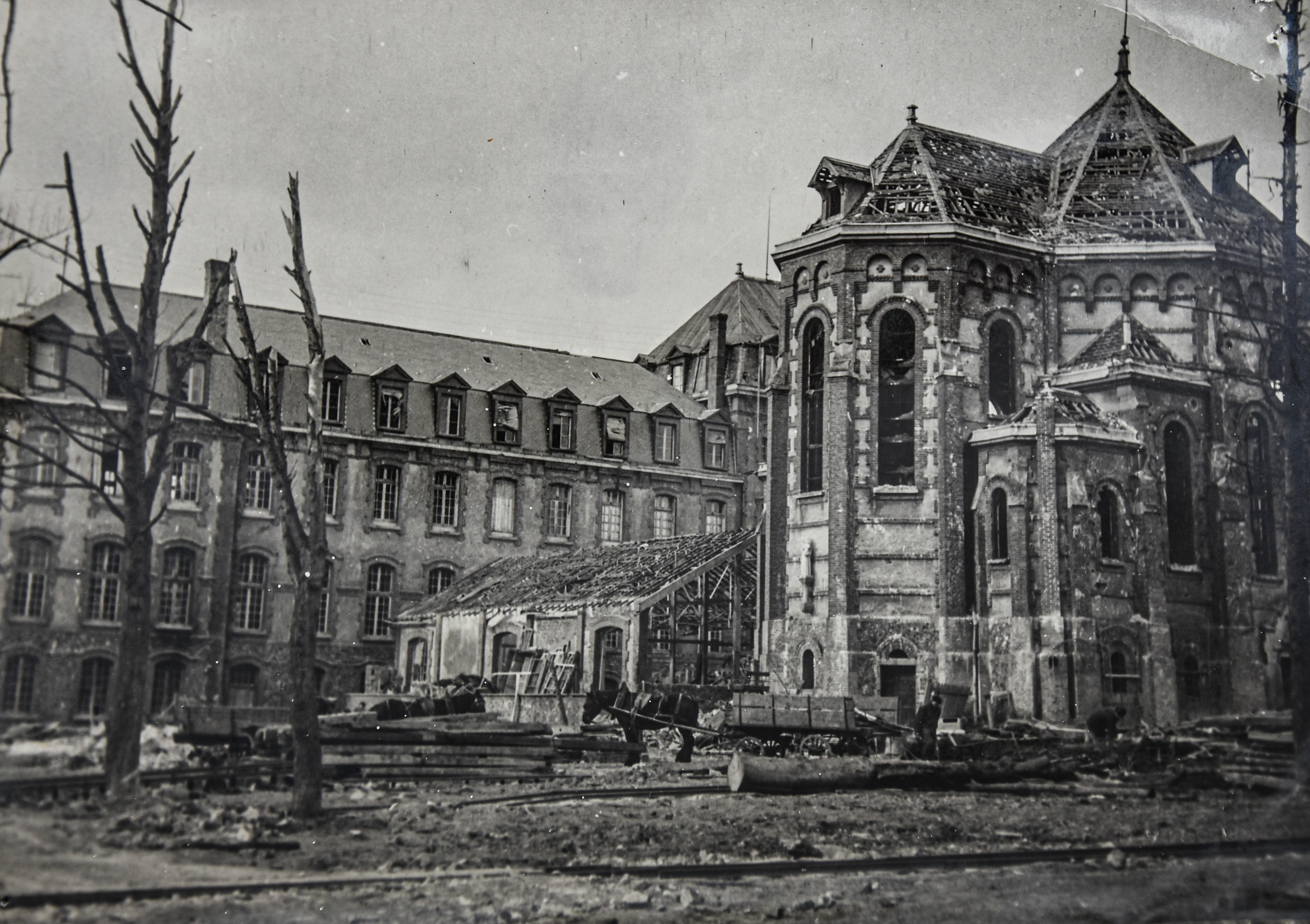
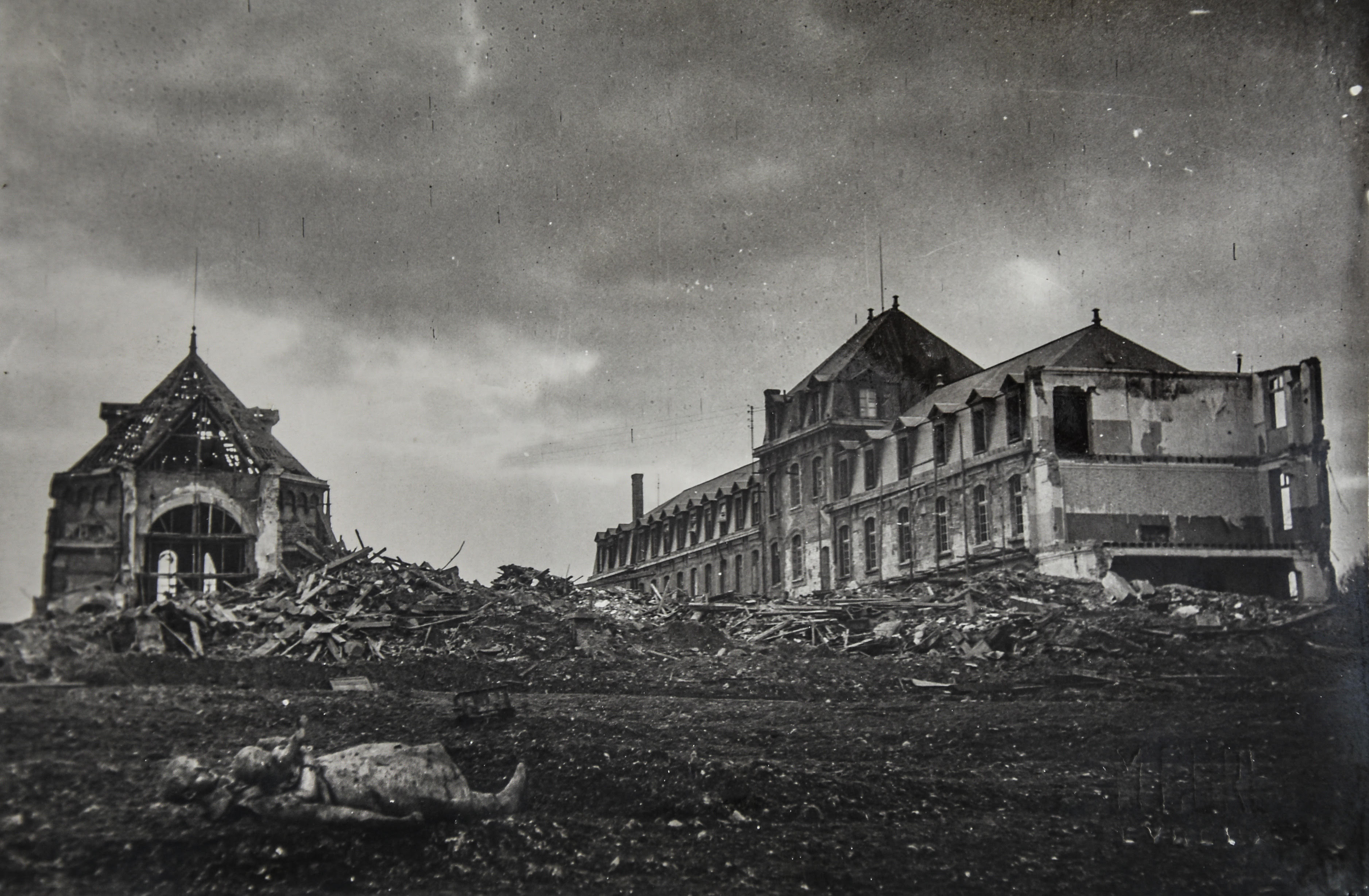
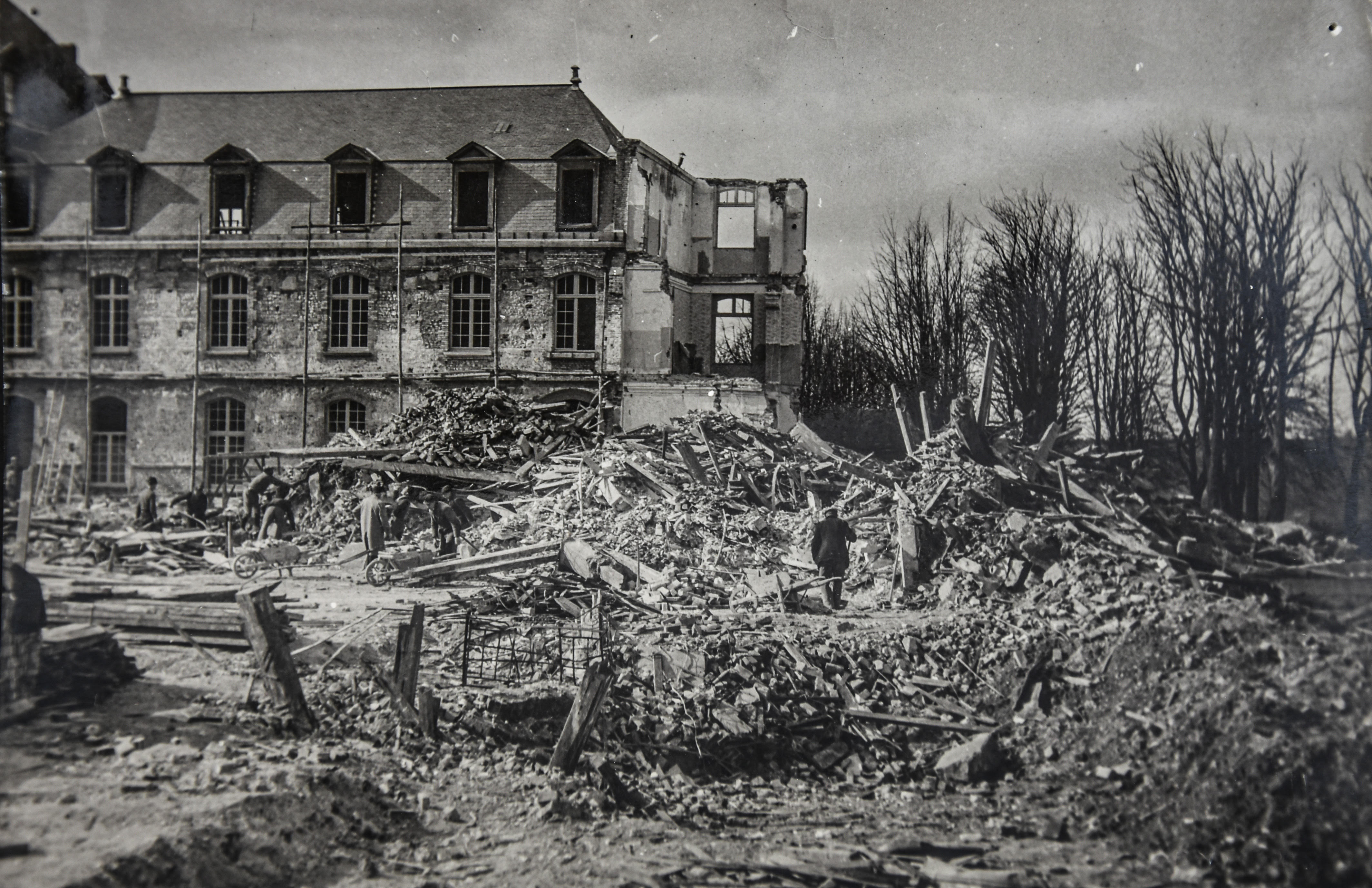
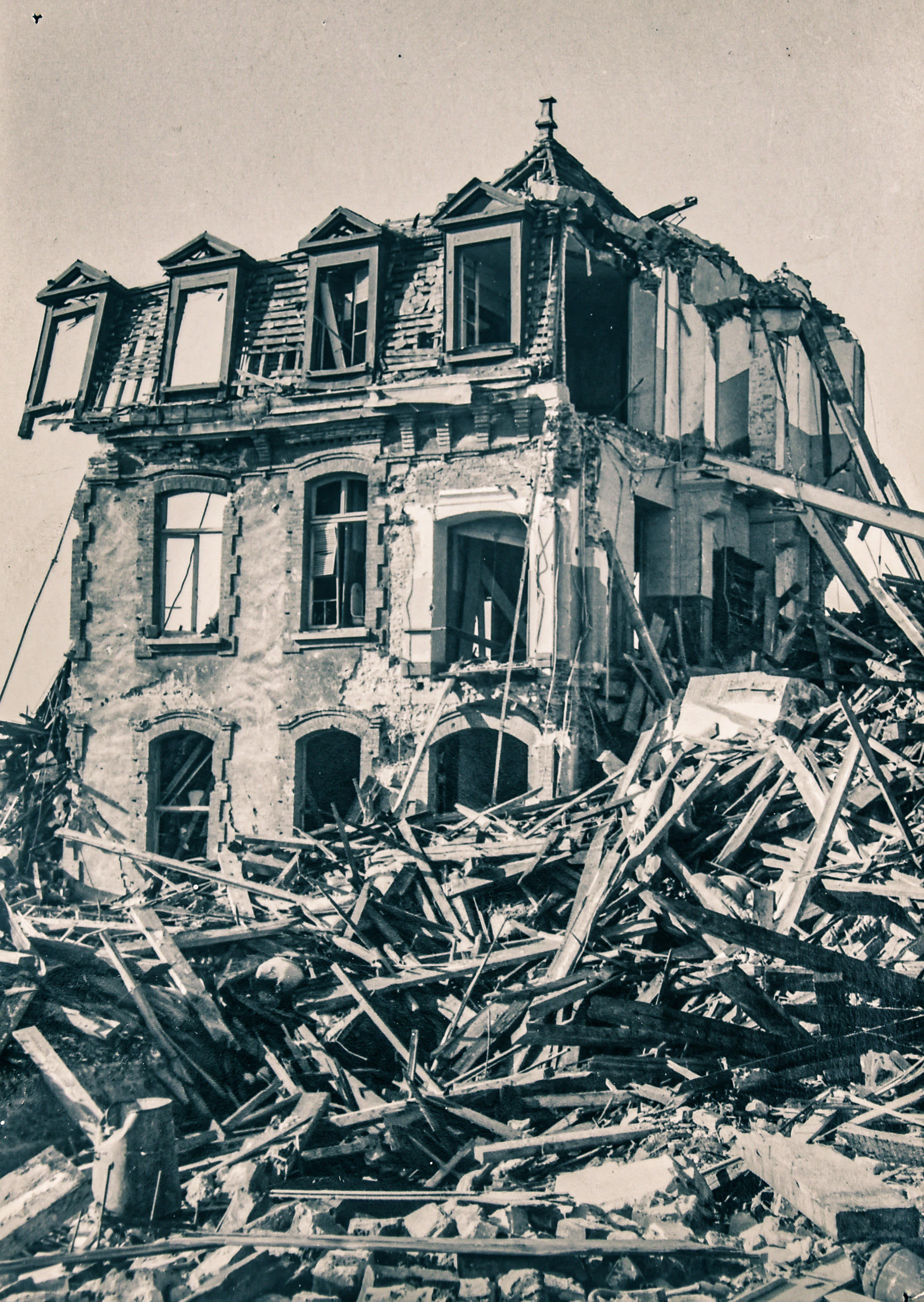

Il ne reste presque rien des bâtiments du collège, sauf une aile construite en 1927. Elle permettra la rentrée scolaire de 1944.

### De 1944 à 1963
Un nouveau collège est construit, toujours sous la direction des Jésuites. Cependant, à partir de 1964, le nombre de vocations chez les Jésuites diminuant, leur départ est envisagé en 1963.

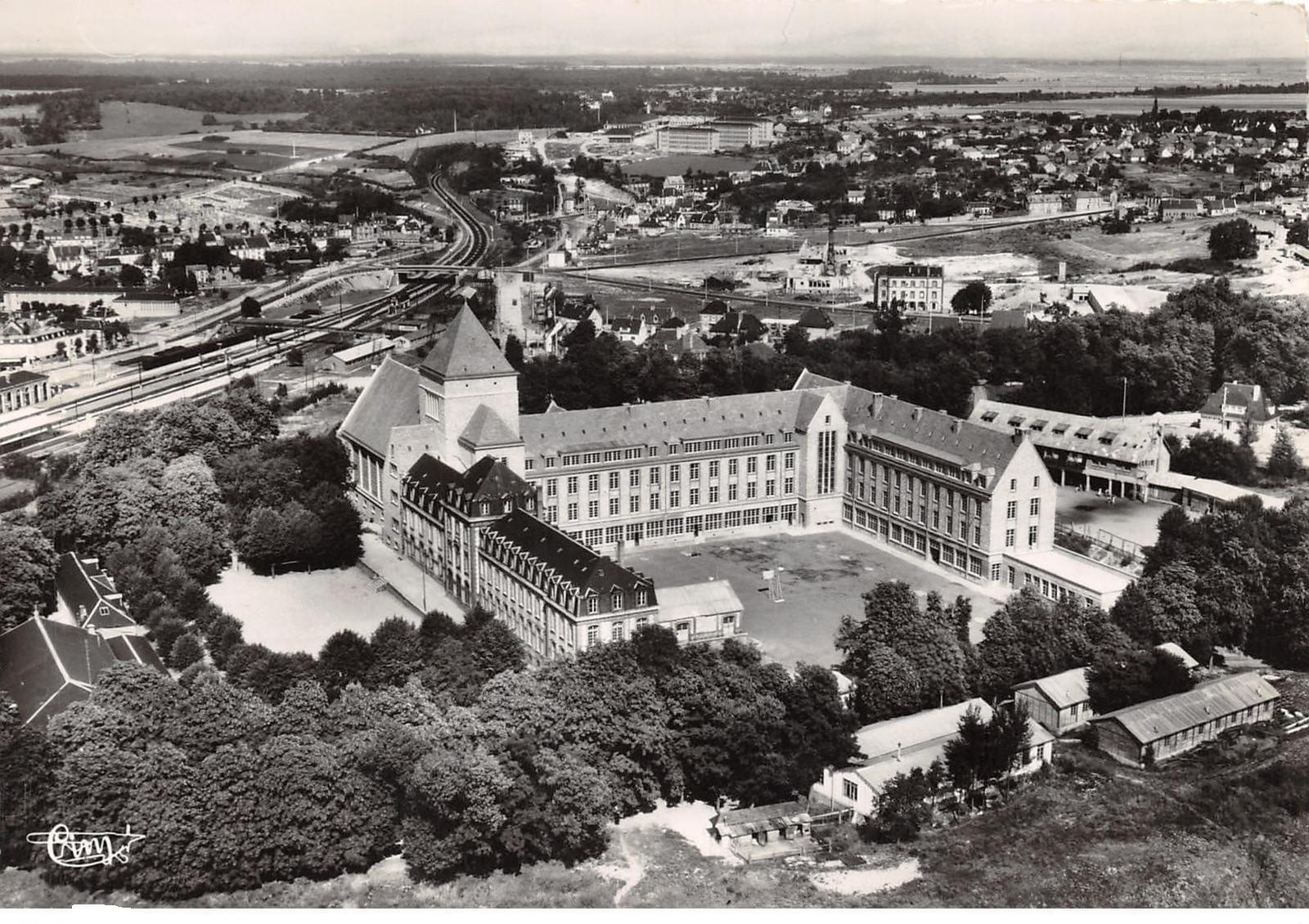

### De 1963 à 2018
De 1963 à 1977, le collège est repris par les Pères de l'Oratoire dans la continuité des jésuites. 
Ensuite, à partir de 1977, le collège, faute de prêtres, est dirigé par des laïcs et connaît de profonds changements par rapport à l'époque des Jésuites en raison de la démocratisation de l'enseignement, de la croissance des effectifs, de la loi Debré et de la sécularisation de la société. Cependant, il reste la tradition d'un internat avec environ 300 élèves internes pour un ensemble de 750 élèves au collège Saint-François-de-Sales.

### Depuis le rapprochement avec l'Institution Notre-Dame
En 2018, le collège fusionne avec un autre établissement ébroïcien, l'Institution Notre-Dame et devient l'Institution Notre-Dame-Saint-François.
En septembre 2019, les locaux de la nouvelle école maternelle et primaire sont inaugurés par Monseigneur Nourrichard, évêque d'Évreux et Guy Lefrand, maire de la ville.
En septembre 2020, les 1 800 m2 du pôle supérieur sont inaugurés par des représentants de la Région autour des autorités de tutelle et du CNAM (conservatoire national des Arts et Métiers) ouvrant ainsi une nouvelle page de l’établissement.
En janvier 2021, le conseil d'administration de l'institution a validé la création d’une Licence en partenariat avec le CNAM et d’une École maitrisienne pour poursuivre sa mission d’éducation en offrant une formation artistique d’excellence aux élèves et en travaillant à la transmission du patrimoine musical classique et liturgique.
Le 24 juin 2021, le centre de documentation et d'information (CDI) du prend le nom de Dutronc, ancien directeur, maître de chapelle à l’Institution et oncle de Jacques Dutronc, chanteur et ancien élève du collège. L'inauguration a lieu en présence de Thomas Dutronc. 
Le même mois, la section des membres de la Légion d’honneur de l’Eure (SMLH27) souhaite confier son drapeau à la garde de l’établissement en créant une garde du drapeau avec des lycéens pour les former à devenir de jeunes porte-drapeaux lors des cérémonies officielles. 
En septembre 2023, l'Institution est composée d'environ 1 500 élèves, 120 enseignants et formateurs ainsi que d’environ 60 salariés.

### Le Club des Historiens et les fresques de l'Institution
Depuis 2020, existe à l’Institution un Club des historiens composé de collégiens et lycéens sous la houlette d’une professeure d’histoire-géographie, Mme Carole Golvko. Cette trentaine d’élèves oeuvrent au quotidien pour la défense des archives historiques de l’établissement, en mettant en avant avec deux artistes ébroïciens des personnalités marquantes ainsi que des périodes importantes de Notre-Dame Saint-François, afin de faire profiter le plus grand nombre de la richesse patrimoniale, tout en continuant à enrichir les collections de l’Institution : 
- 24 juin 2022 : inauguration du triptyque La Remise des diplômes de l’artiste Karl Sebastien Bigot, dans le cadre des cérémonies des 150 ans.
- 6 septembre 2022 : inauguration d’une fresque commémorative en cinq parties créée par l’artiste DAG (David Guilmet).
- 26 octobre 2023 : inauguration des tableaux de Charles d’Aragon, le révérend père Clinquart et de Philippe Massot.
- 10 janvier 2025 : inauguration des tableaux de K.S. Bigot. Philippe Massot est nommé membre d'honneur du club.

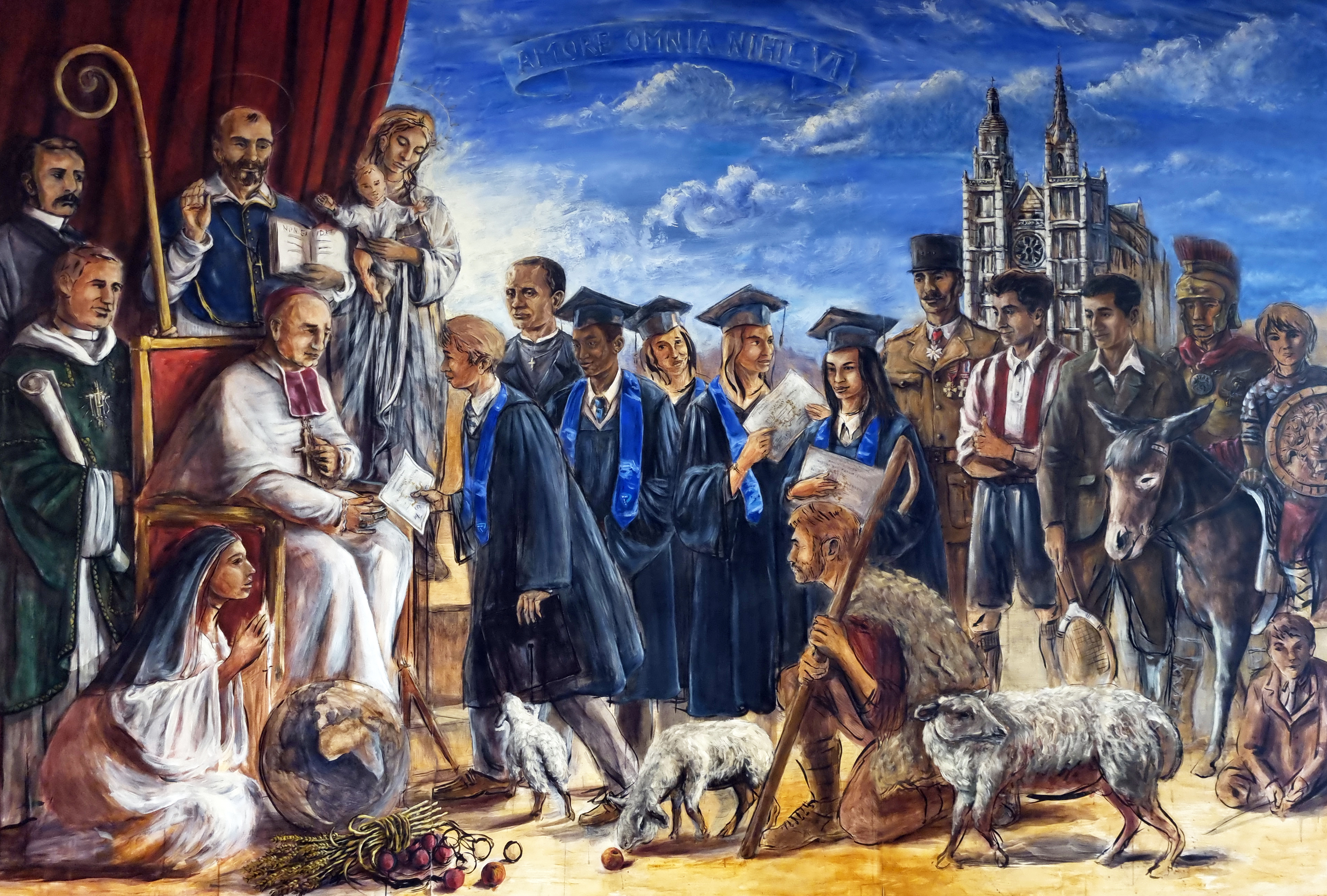
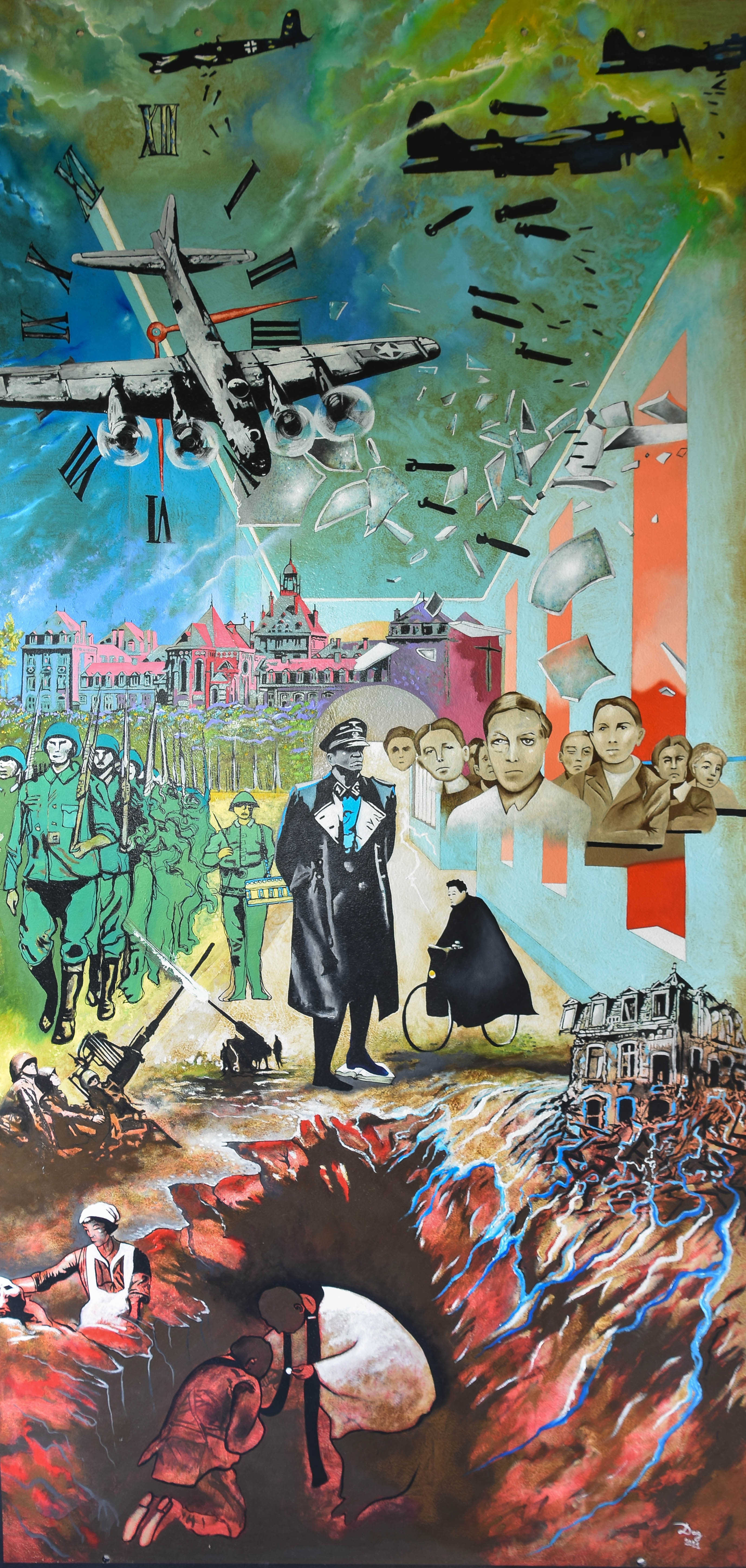
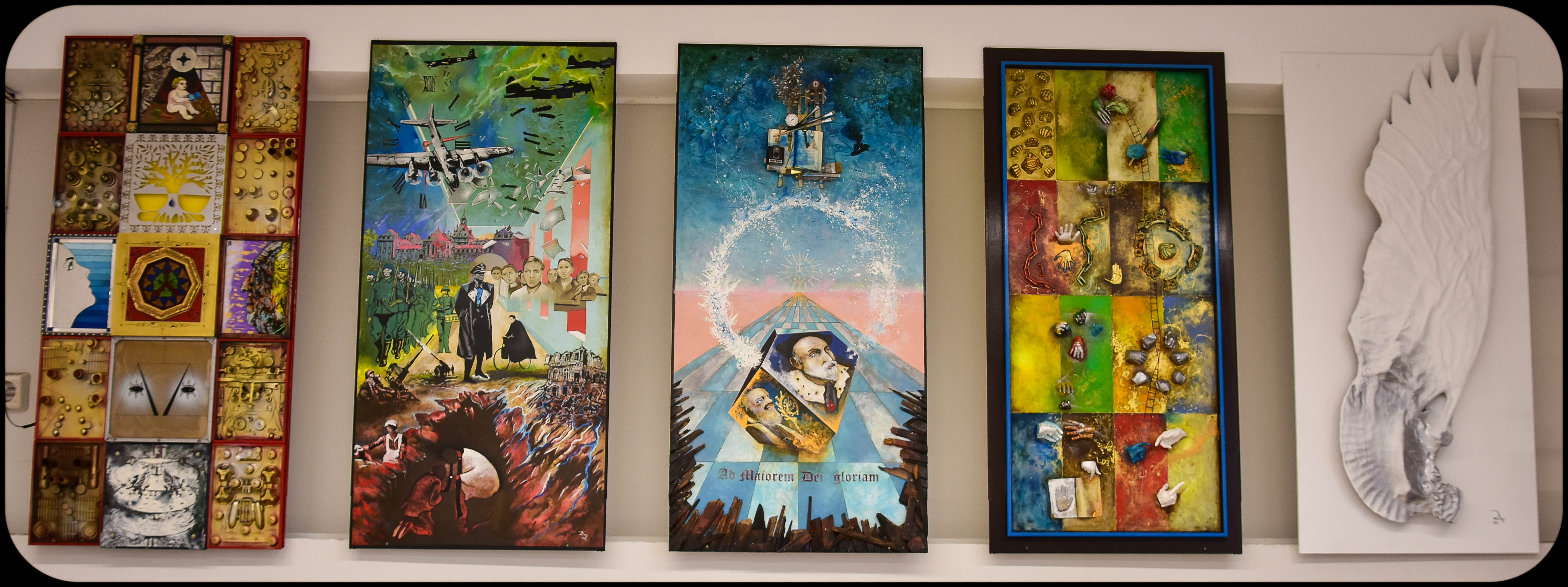

### L’École maîtrisienne de l’Institution Notre-Dame Saint-François
Cette école maîtrisienne a été fondée en 2021 et est composée de deux chœurs, un chœur de garçons et un chœur de filles, sous la direction artistique du chef de chœur Hugo Gutierrez.

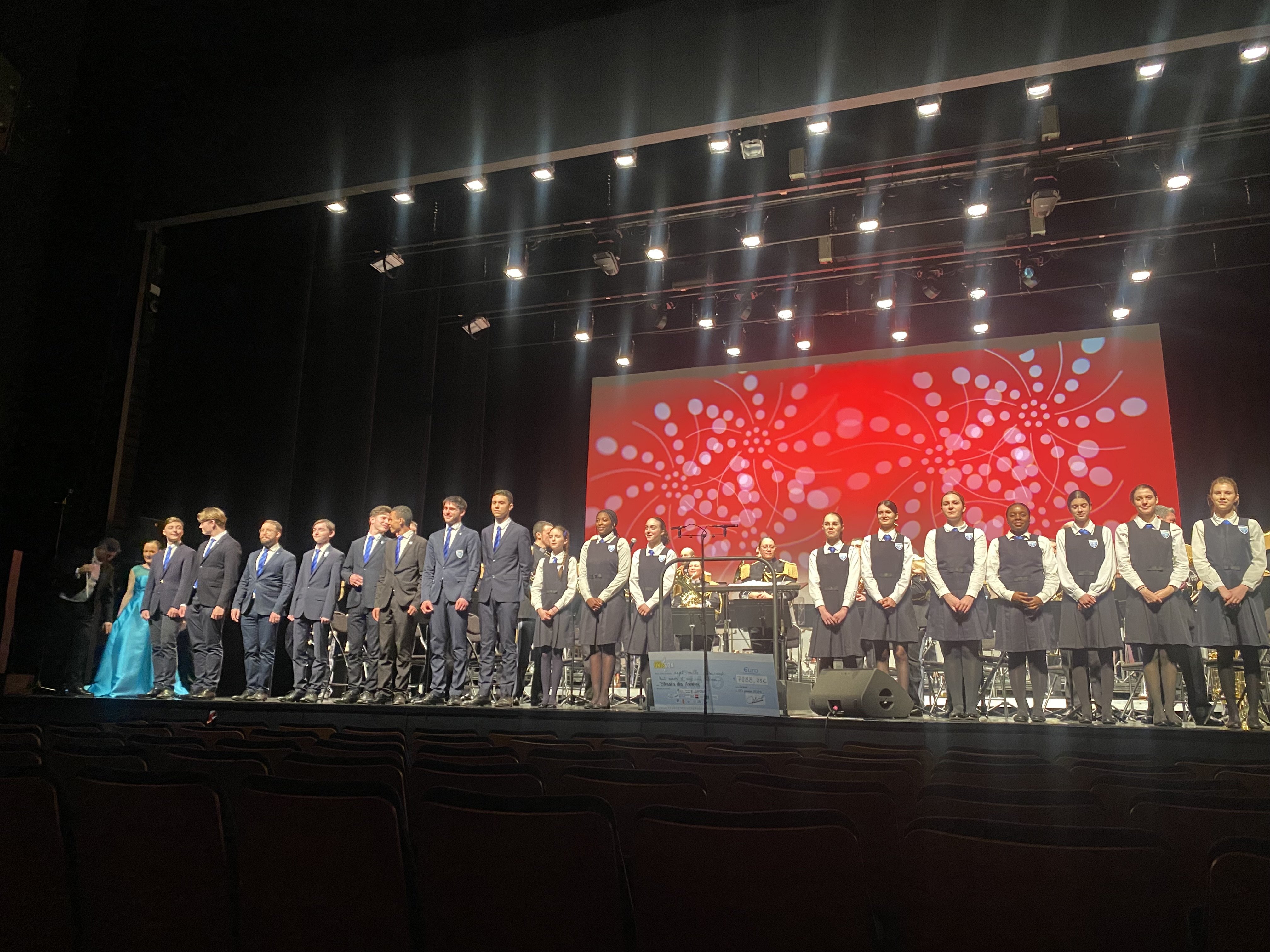
Salut des chœurs en fin de représentation.

Les enfants suivent une scolarité au sein de l’Institution Notre-Dame Saint-François avec un enseignement artistique en chant, chant choral, technique vocale et solfège, depuis le CP jusqu’à la terminale. 
Depuis sa fondation, de nombreux projets et partenariats nationaux et internationaux ont vu le jour avec des maîtrises de France, de Belgique, de Chine, des États-Unis et l’organisation du Congrès national des Maîtrises.
L’École maîtrisienne est aussi une école de vie au service de l’épanouissement intégral de l’enfant, dont les principes éducatifs sont : la discipline, la rigueur, l’engagement, le goût de l’effort, l’esprit de corps, la responsabilité et l’écoute. Les piliers du rayonnement enseignés aux enfants sont la présentation, l’attitude et la tenue.

#### Chœurs

##### Chœur de garçons
Entre les années 1960 et 1990, les Petits Chanteurs de Saint-François étaient le chœur de garçons de l’institution. C’est à la fondation de l’école maîtrisienne en 2021 qu’un chœur de garçons est créé et prend le nom de Maîtrise de l’Institution Notre-Dame Saint-François. Le chœur s’inscrit dans l’héritage de la tradition des chœurs de garçons, avec sa devise « Ego operor meus optimus semper ».

##### Chœur de filles
Fondé en 2021, le chœur de Filles de France est l'une des rares écoles maîtrisiennes de jeunes filles en France. À travers sa formation artistique, elles s’inscrivent dans un projet éducatif dans lequel elles développent leur savoir être, leur personnalité, leurs talents et leur leadership. Il a pour vocation d’être au cœur de la renaissance des chœurs de filles en France ; sa devise est « Se souvenir – Honore – Bâtir ». En août 2023, le chœur est invité à représenter la France au Festival international des chœurs d’enfants de Chengdu (Chine).

## Personnalités liées au collège (par ordre chronologique)
- Georges L'Hopital, fondateur
- Onésime Cresté (ancien professeur), musicien
- Joseph L'Hopital (président du conseil d'administration du collège), écrivain
- Henri Jacquelin (ancien élève [1882-1890]), architecte normand
- Charles d'Aragon (ancien élève), militant chrétien, résistant, ancien député et écrivain
- Guy des Cars (ancien élève), écrivain
- Étienne de Vaux (ancien élève), Compagnon de la Libération
- Michel Butor (ancien élève), écrivain
- Bernard Kouchner (ancien élève), homme politique
- Michel Leeb (ancien élève), comédien
- Gérard Gachet (ancien élève), journaliste et homme politique
- Pierre Bellanger (ancien élève), fondateur et actuel PDG de la radio Skyrock
- Édouard Marquis (ancien élève), journaliste, propriétaire de château
- Thomas Dutronc (petit-neveu de Paul Dutronc, ancien professeur), auteur, chanteur, interprète
- Marc Leguay, peintre